# إريك يفبفر
إريك يفبفر (16 يوليو 1986 في كندا - ) هو لاعب كرة قدم كندي في مركز حراسة المرمى. لعب مع Charlotte Eagles ‏ وأوتاوا فيوري.

## وصلات خارجية
- إريك يفبفر على موقع قاعدة بيانات كرة القدم.إي يو (الإنجليزية)